# Црна Трава
Црна Трава је планинско насеље и седиште истоимене општинe на југоистоку Србије, у горњем и средњем делу слива реке Власине на удаљености 66 km од Лесковца у Јабланичком округу. Географски положај је чини саобраћајно изолованом у односу на главне саобраћајне коридоре. Једина важнија комуникација је друмска веза (пут Р–122) са Лесковцем преко Власотинца и Сурдулице са којим се повезује са аутопутем Ниш—Скопље (Е-75). Црна Трава обухвата територију од 60,42 km², на којој је према попису из 2022. било 338 становника . Са становишта привредног развоја, према критеријума који се користе код оцене развијености, општина Црна Трава спада у ред најнеразвијенијих у Србији, што је негативно утицало на тренд смањења становништва у периоду од 1948. до 2002. године за 5,3 пута.

## Порекло имена
Нема историјских извора који би тачније објаснили порекло име Црне Траве. Нека њена имена као што су Кара Кас („црна трава“) и Бал'к Дервен („рибља клисура“) турског су порекла и из турског времена. Вилин Луг је име по легенди и датира из времена пре Турака.
Постоји легенда о пореклу имена која потиче из 1389, и везана је за Косовску битку. Према овој легенди, једна јединица српске војске, састављена од српских стрелаца и коњаника, одлучила је да се одморе на једном зеленом пољу док су путовали до бојног поља. Због тога што су војници лежали на отвореном пољу покривено јако опојном травом и цвећем, били су опијени и нису се на време пробудили за битку. Кад су то схватили, проклели су траву на коју су лежали, прогласивши је „црном“ травом.

## Границе и територија
Од ослобођења јужне Србије од Турака (1878. године, тачније од доношења закона о административној подели Краљевине Србије, обнародованог 1890. године, па до данас) Црна Трава се у свести људи територијално четири пута мењала. После ослобођења од Турака је основана општина Црна Трава, која је према Берлинском конгресу 1878. године, односно привременом закону о уређењу ослобођених предела од 3. јануара 1878. године, добила границе као општина у оквиру са осталим општинама у власотиначком срезу. После се излазило из њега и улазило у дервенски срез, потом и у врањски и лесковачки срез. Говорећи о границама црнотравске општине, Црна Трава се као општина налазила са десне стране горњег тока реке Власине, а граничила се са атарима општина; бродске и рупјанске, са југа међом нахије врањске, а са истока трнске-жнепољске. Такође су наведени и подаци са пописа: засеоци (махале- Цука (96 кућа), Чаус (40), Златанска (55), Видић (20), Обрад (35), Црвенкова (32), Лазариц (26), Козарница (26) и Попова (300-укупно 354. кућа). Граница Црне Траве је била одређена 1878. године.
Црна Трава као општина, заједно са осталим општинама из окружења: бродска, рупска, добропољска, каланска, од 1878. године повремено у почетку, а касније и стално припадала је административно власотиначком срезу све до 1941. године. Данас је Црна Трава административни центар околних села. Због миграције становништва за бољим животом, негде од 1972. године и потпуном економском миграцијом до 2006. године, читав црнотравски крај је сведен на неколико хиљада становника, а већи део махала и засеока су потпуно исељени и у њима још живе нека старачка домаћинства.

## Историја
У летопису црнотравском се истиче да у V. веку пре Христа су овде била настањена Илирска племена, а у II веку нове ере завладали су Римљани. У време Римљана у овом крају се рудовало, па и данас постоје остаци копања и прераде руде гвожђа у самоковима, а и постоје многе ископине у облику ровина.
По деоби Римског царства 395. године на Источно и Западно, ови крајеви падају под Источно римско царство (Византија), које ће у овим крајевима владати све до пред XII века. У летопису цркве стоји да је у IX и X веку Црна Трава била пуст крај, без људи, покривена шумама и са много дивљих звери. Од становника је био само један калуђер са неколико манастирских чобана, који су чували манастирску стоку. Манастир се налазио испод Црног Врха, преко пута чуке, на једном брежуљку, а и данас то место носи назив Манастириште, а две ливаде носе црквена имена: Свети Никола и Попадика. Овај манастир је припадао цариградској патријаршији.
Црнотравци су били слободољубиви народ, борили су се за своју слободу. Тако су узели и учешће у борби против Турака 1454. године, у одбрани средњовековне српске државе, под командом властелина Николе Скобаљића, када су Турци потукли српску војску. После пада Смедерева (од 1459. до 1878. године) Црна Трава је у оквиру ропства под Турцима у оквиру Србије, живела све до коначног ослобођења од Турака 1878. године.
Српска основна школа у Црној Трави постоји од 1836. године. Рат српско-турски је прекинуо њен скромни рад. Налазила се иста дотадашња школа старинског црквеног типа, у једној закупљеној соби, неке приватне куће у чаршији. Радио је са 10-15 деце (која су долазила и из општине Бродске) један учитељ мештанин, за 1000 гроша годишње плате. Општина Брод је 1879. године покушавала да добије своју самосталну школу. Када је 1879. године пописан Власотиначки срез, у припадајућем месту Црној Трави било је следеће стање: у 274 куће живело је 1755 душа. Мада је регистровано 365 пореских глава у варошици је само 11 људи било писмено - знало да чита и пише.
Указом Краља од 19. јуна 1923. године насеље је добило статус варошице.
Ово је био планинско шумовити крај, нарочито буковом шумом. Потпуно непроходан, па се у њему могло скривати и дизати буне и устанке. Нарочито су били познати многи црнотравски хајдуци, по којима и данас многа места и извори носе имена и остале су многе легенде о њима. Црнотравци су узимали учешће у свим ратовима за ослобођење од Турака-почев од 1878. године, потом узели учешће и у балканским ратовима, првом и Другом светском рату, борили се против бугарске окупације и немачког фашизма. Највише су зла пропатили од Бугара и у Првом и Другом светском рату. Место је електрифицирано половином 1930-тих, у то време су постојали и друштво за улепшавање, водовод са четири чесме, Грађевинарска школа са преко 100 ученика, основна школа, амбуланта, пошта, телеграф и телефон, апотека, бабица; Стрељачка дружина, Црвени крст, читаоница, блех-музика.
У Другом светском рату црнотравски крај је предњачио у борби против фашизма - у партизанском покрету је учествовало и младо и старо. Много је њих који су дали своје животе за слободу, путем народних хероја: Мирка Сотировића, Александра Синадиновића, Томе Ивановића, Синадина Миленовића и других знаних и незнаних. У борби против Бугара водиле су се тешке борбе и у Првом и Другом светском рату. Злодела бугарских фашиста се памте и данас по паљевинама и убијању, а позната је и Гарска трагедија. На овом подручју је погинуо и један од значајних револуционара партизанског покрета Другог светског рата и шпански борац Ратко Павловић Ћићко. Црнотравци су узели учешће и у овим последњим грађанским ратовима распада бивше Југославије.

## Становништво
За време робовања под Турцима од преко 400 година, црнотравску планинску област су постепено насељавале избеглице са свих страна, а највише са Косова, Рашке, Метохије, Копаоника и Македоније. Становништво је од турског зулума бежало у непроходне планинске крајеве. Највеће насељавање је било под крај  века, када је српски народ под Арсенијем Чарнојевићем бежао у јужну Угарску (1690) и Арсенијем IV Шакабентом (1739), па се тада један део народа уместо у Угарску, склонио у Црну Траву. После првог насељавања Црна Трава је имала 400 кућа и око 2.000 становника. Тада су куће биле грађене од земље и дрвета, покривене сламом, ређе синдром, нису биле кречене и нису имале стакла на прозорима (пенџерима), већ хартију.
Пре IX века овде су живели староседеоци, који су изумрли, а једино према причању старијих постоје гробови Џидова, великих људи и то на Поповој чуки, а други гроб на Станићеву изнад Горње Козарице.
Постојала је унутрашња миграција и спољашња миграција. Унутрашња миграциона струја се може поделити на крајишку, знепољско-крајишку и власинску. Из крајишке миграције у Црну траву су се доселиле три породице: из Божице једна породица у Добро Поље и две породице у Рупје. Из Ћустендислког краја доселиле су се четири породице и настаниле се у Броду и Црној Трави, а из медне једна у Гару и две у Битврдју. Један број досељеника из Жнепољске миграционе зоне доселио се на Власину, затим у у горњи слив реке Власине, потом у сливу Каланско-Градске реке и Тегошнице, према Дарковцу, Преслапу, кални, Грделичкој клисури. Била је миграција из планинског ка равничарском делу. Од власинске миграције насељена су места попут Крушевице, село Батуловце између Лесковца и Власотинца, потом пусторечки крај-Пуста река негде под крај XVII века и после ослобођења од Турака 1878. године. Спољна миграција потиче делом из ближњих а делом из даљих области. Досељавање се вршило из Македоније. Та миграциона струја је доспела до Власинског блата (данас Власинског језера), даље на север није ишла. Један крак ове струје ишао је до Грделичке клисуре и ту стао. Из Кратова, Тиквеса, Струмице - населиле су места у Црној Трави, Градској и Власини.
Са Косова су досле неке породице које су се населиле у Добро Поље, Црну Траву, Рупје и Гаре. У време рудовања под Турцима, многе рударске породице са Копаоника су се насељавале у црнотравском крају, пре неких 300 година, под крај  века, као из Кратовских рудника из Македоније. Сматра се да су први досељеници Црне Траве били са Копаоника и из Македоније.
Скоро читав век касније после првог насељавања, уследило је друго насељавање изазвано појавом бандитских чета званих крџалије (1792—1806). Ове банде су све живо пљачкале, па се народ селио ван друмова у област Власине. Тако су у време крџалија настала села: Јармилова, Сајина, Читаћи и друга. Досељавања је било и ради крвне освете и због бежања од судске одговорности, јер у време турског доба, ко убије турчина и пребегне у другу област, избегао је одговорност за убиство, па тада престаје судско гоњење и крвна освета. Првенствено је било досељавање због рудовања-досељавали су се рудари и ковачи. Мањи број се касније бавио и сточарством у планини. Постојало је и насилно насељавање, пошто је Црна Трава била дербеџинско насељена. Дербеџије су били стражари, чувари кланаца, пролаза, који су штитили турске караване од напада хајдука у овоме крају. Таква насеља оснивана су само са хришћанским становништвом. Почетак стварања тих насеља је било у време султана Сулејмана (1521. г), а дербенџиска насеља су била прво у Македонији. Иначе село Цавато је у Македонији је најстарије дербеџинско насеље.

### Печалбарство
Црнотравски печалбари су познати широм бивше Југославије, као градитељи-зидари, краће неимари грађевинари, а некада су се звали дунђери. Реч печалба значи мука, туга, зарада, аргатовање, одлазак у туђину, у бели свет. Тежак је печалбарски живот, никад се не стаје, никада нема одмора. Према печалбару се односило са презиром и ниподаштавањем.
У време под Турцима ишло се из нужде у печалбу. Дунђерски мајстори су градили турске џамије и куће у околини до Ниша и Врања. После ослобођења од Турака ишло се у печалбу у Бугарску, потом и према Београду (1885), а први дунђери црнотравски су се појавили 1820. године. Поред дунђера у печалбу су ишли и кречари, пинтери, кацари, длакари, терзије, столари и други. Нарочито су црнотравски мајстори -зидари били познати до пред почетак Другог светског рата и после завршетка Другог светског рата, када су градили најсложеније зграде-објекте и то у Београду, Скопљу и другим градовима широм бивше Југославије. У почетку печалбарења мајстори грађевински су ишли у дружине, које су се звале тајфе, а после груповођу је предузео предузимач, који је погађао посао, одређивао дневнице и вршио надзор рада. Пошто отпрати мужа у печалбу, жена остаје сама са нејаком децом и изнемоглим старцима, па тако сви кућни и послови у пољу и са стоком падају на њена леђа. Живот њихов је био тежак, суров, али пун љубави према породици и увек са погледом у даљину где су њихове љубави живота у печалбу. Сваки шкрип врата увек је била нада да ће деца и мајка угледати оца, како весео улази и долази из печалбе. Ту слику носе у себи и данас и одрасли и деца из печалбарских породица Црне Траве и Власотинца.
Данас почетком 21. века нема црнотравских печалбара-неимара, само још у по којој кући, неки старац-печалбар се сећа свога печалбарскога живота. Печалбарство, као привредна грана, сада се „спустила“ према брдском делу Власотинца, па све према моравским селима.

### Објекти које су Црнотравци подигли у периоду од 1900 - 1941. године
Црнотравски печалбари подигли су велики број величанствених здања које имају својство онога што се не треба заборавити. Црнотравци су монументалне зграде подизали широм целе наше земље, као и у Бугарској и другим земљама. Између осталог до 1941. године, Црнотравци су подигли следеће зграде у Београду: Зграду Народне скупштине, Универзитета, Поште, Народне банке, Етнографски институт, Храм Светог Саве, Бели двор, Маркарницу, Државну штампарију, Инвалидски дом, Задужбину Николе Спасића, Коњичке касарне, Официрски дом, Цркву Александра Невског, цео круг гардијских касарна на Топчидеру, зграду Министарства шума, зграду министарства финансија, Ветеринарски факултет, Географски институт, Правни факултет, Државни архив, као и многе друге зграде и небојено стамбених објеката.
У Тополи Црнотравци су на Опленцу подигли цркву. У Панчеву касарне и Аеродром. У Земуну зграду Команде Ваздухопловства. У Раљи фабрику цемента. У Зајечару зграду општине. У Скопљу зграду Народне банке.

### Демографија
У насељу Црна Трава живи 434 пунолетних становника, а просечна старост становништва износи 40,8 година (38,9 код мушкараца и 42,8 код жена). У насељу има 220 домаћинстава, а просечан број чланова по домаћинству је 2,56.
Ово насеље је великим делом насељено Србима (према попису из 2022. године), а у последња три пописа, примећен је пад у броју становника.
|             | \| Демографија[7] \| Демографија[7] \| Демографија[7] \| \| Година \| Становника \| Становника \| \| -------------- \| -------------- \| -------------- \| \| 1948. \| 2.051 \| \| \| 1953. \| 1.860 \| \| \| 1961. \| 1.639 \| \| \| 1971. \| 1.276 \| \| \| 1981. \| 873 \| \| \| 1991. \| 688 \| 689 \| \| 2002. \| 563 \| 571 \| \| 2011. \| 434 \| \| \| 2022. \| 338 \| \| |            |
| Демографија | |            |
| Година      | Становника | Становника |
| 1948.       | 2.051 |            |
| 1953.       | 1.860 |            |
| 1961.       | 1.639 |            |
| 1971.       | 1.276 |            |
| 1981.       | 873 |            |
| 1991.       | 688 | 689        |
| 2002.       | 563 | 571        |
| 2011.       | 434 |            |
| 2022.       | 338 |            |

| Етнички састав према попису из 2002.‍ | Етнички састав према попису из 2002.‍ | Етнички састав према попису из 2002.‍ | Етнички састав према попису из 2002.‍ | Етнички састав према попису из 2002.‍ |
| ------------------------------------ | ------------------------------------ | ------------------------------------ | ------------------------------------ | ------------------------------------ |
|                                      |                                      |                                      |                                      |                                      |
| Срби                                 | Срби                                 |                                      | 553                                  | 98,22%                               |
| Бугари                               | Бугари                               |                                      | 6                                    | 1,06%                                |
| Југословени                          | Југословени                          |                                      | 3                                    | 0,53%                                |

| Година пописа     | 1948. | 1953. | 1961. | 1971. | 1981. | 1991. | 2002. |
| ----------------- | ----- | ----- | ----- | ----- | ----- | ----- | ----- |
| Број домаћинстава | 376   | 362   | 453   | 348   | 293   | 241   | 220   |

| Број чланова      | 1  | 2  | 3  | 4  | 5 | 6 | 7 | 8 | 9 | 10 и више | Просек |
| ----------------- | -- | -- | -- | -- | - | - | - | - | - | --------- | ------ |
| Број домаћинстава | 59 | 54 | 45 | 53 | 7 | 1 | 0 | 1 | 0 | 0         | 2,56   |

| Пол    | Укупно | Неожењен/Неудата | Ожењен/Удата | Удовац/Удовица | Разведен/Разведена | Непознато |
| ------ | ------ | ---------------- | ------------ | -------------- | ------------------ | --------- |
| Мушки  | 247    | 90               | 142          | 11             | 4                  | 0         |
| Женски | 247    | 62               | 139          | 41             | 5                  | 0         |
| УКУПНО | 494    | 152              | 281          | 52             | 9                  | 0         |

| Пол    | Укупно                    | Пољопривреда, лов и шумарство | Рибарство                            | Вађење руде и камена | Прерађивачка индустрија       |
| ------ | ------------------------- | ----------------------------- | ------------------------------------ | -------------------- | ----------------------------- |
| Мушки  | 117                       | 8                             | 0                                    | 1                    | 8                             |
| Женски | 95                        | 12                            | 0                                    | 0                    | 3                             |
| УКУПНО | 212                       | 20                            | 0                                    | 1                    | 11                            |
| Пол    | Производња и снабдевање   | Грађевинарство                | Трговина                             | Хотели и ресторани   | Саобраћај, складиштење и везе |
| Мушки  | 0                         | 18                            | 6                                    | 2                    | 1                             |
| Женски | 0                         | 2                             | 7                                    | 4                    | 1                             |
| УКУПНО | 0                         | 20                            | 13                                   | 6                    | 2                             |
| Пол    | Финансијско посредовање   | Некретнине                    | Државна управа и одбрана             | Образовање           | Здравствени и социјални рад   |
| Мушки  | 1                         | 0                             | 38                                   | 16                   | 6                             |
| Женски | 2                         | 0                             | 19                                   | 19                   | 15                            |
| УКУПНО | 3                         | 0                             | 57                                   | 35                   | 21                            |
| Пол    | Остале услужне активности | Приватна домаћинства          | Екстериторијалне организације и тела | Непознато            | Непознато                     |
| Мушки  | 5                         | 0                             | 0                                    | 7                    | 7                             |
| Женски | 5                         | 0                             | 0                                    | 6                    | 6                             |
| УКУПНО | 10                        | 0                             | 0                                    | 13                   | 13                            |